# Cyriak Rzymianin
Cyriak Rzymianin (ur. w III wieku, zm. ok. 303-305 w Rzymie) – święty Kościoła katolickiego i prawosławnego, męczennik, diakon, jeden z Czternastu Świętych Wspomożycieli.

## Życiorys
O jego życiu wiadomo niewiele. Był rzymskim arystokratą, który po nawróceniu na chrześcijaństwo wyrzekł się dóbr materialnych i rozdał je ubogim. Resztę życia spędził służąc niewolnikom pracującym w Łaźniach Dioklecjana. Z rozkazu Maksymiana (współrządcy Dioklecjana) został aresztowany, torturowany i ścięty przy Via Salaria około roku 305. Przypisuje się mu wypędzenie demona z córki cesarza Dioklecjana Artemisii, co spowodowało nawrócenie na chrześcijaństwo jej i jej matki św. Sereny. Miał również uwolnić od złego ducha córkę władcy Persji Szapura I.
Relikwie
Po egzekucji został pochowany przy Via Salaria. Później jego relikwie przeniesiono do Santa Maria in Via Lata w Rzymie. Jego relikwie znajdują się również w opactwie Saint Cyricus w Altorf w Alzacji.
Patronat
Św. Cyriaka wzywano w czasie ciężkich pokus i jako obrońcę przed złymi duchami, przy epilepsji, opętaniu i w chorobach oczu. Miał chronić przed zimnem i niepogodą. Jest patronem pokrzywdzonych, ciężkiej pracy, Saint-Cierges w Szwajcarii.
Dzień obchodów
Jego wspomnienie liturgiczne w Kościele katolickim obchodzone jest 8 sierpnia.
Cerkiew prawosławna wspomina świętego 7/20 lipca, tj. 20 lipca według kalendarza gregoriańskiego.